# Sosippus agalenoides
Sosippus agalenoides es una especie de araña araneomorfa del género Sosippus, familia Lycosidae. Fue descrita científicamente por Banks en 1909.
Habita desde México hasta Costa Rica.